# Verrà da sé
Verrà da sé è un singolo della cantante italiana Elodie, pubblicato il 28 aprile 2017 come secondo estratto dal secondo album in studio Tutta colpa mia.

## Descrizione
Il brano è stato scritto e composto da Emma Marrone, Luca Mattioni e Mario Cianchi. La cantante ha raccontato il significato del singolo nelle note del disco:

## Esibizioni dal vivo
Elodie si è esibita con il brano al Summer Festival durante la puntata del 10 luglio 2017, a Sarabanda il 20 giugno dello stesso anno ed anche al TIM MTV Awards 2017.

## Video musicale
Il videoclip, diretto da Gaetano Morbioli, è stato reso disponibile l'8 maggio 2017 sul canale Vevo della cantante.

## Tracce
Testi e musiche di Emma Marrone, Luca Mattioni, Mario Cianchi.
1. Verrà da sé – 3:05

## Classifiche
| Classifica (2017)         | Posizione massima |
| ------------------------- | ----------------- |
| Italia (airplay)          | 70                |
| Italia (airplay italiane) | 28                |